# 惠妮 (專輯)
《惠妮》（英語：Whitney）是美國黑人女歌手惠妮·休斯頓個人第二張錄音室專輯，1987年6月2日由美國芒穗唱片公司發行。《惠妮》在英美兩地以及許多國家都獲得專輯榜冠軍，更成為美國史上首張空降冠軍的女藝人專輯，它亦在榜首位置蟬聯了11週，是惠妮·休斯頓第二張全美冠軍專輯；2020年它被美國RIAA認證為10白金專輯。《惠妮》一共誕生了4首全美冠軍單曲，其中惠妮·休斯頓憑藉著單曲〈I Wanna Dance With Somebody (Who Loves Me)〉第二度榮獲葛萊美獎最佳流行女歌手獎（Best Pop Vocal Performance, Female）。

## 內容

### 專輯簡介
惠妮·休斯頓的首張同名專輯《惠妮·休斯頓》（英語：Whitney Houston）在世界各地都創下極佳的銷售成績，這讓當初將她簽進唱片公司的總裁克立夫·戴維斯（Clive Davis）更加重視這塊瑰寶，克立夫·戴維斯為了要重新打造惠妮·休斯頓，特別欽點納瑞達·麥可·華登（Narada Michael Walden）擔任《惠妮》的總製作人。這是納瑞達·麥可·華登初挑整張專輯製作大樑，他之前曾幫惠妮·休斯頓製作了單曲〈How Will I Know〉，初次合作就如此成功，這也是總裁點名納瑞達·麥可·華登擔任這個重責大任的主要原因，他希望惠妮·休斯頓跳脫上一張專輯過於保守的框架，使她的歌聲能有更具活力動感的表現，〈I Wanna Dance With Somebody (Who Loves Me)〉、〈So Emotional〉以及〈Love Will Save The Day〉就是最好的印證。
此外，唱片公司也特地安排惠妮·休斯頓和媽媽西西·休斯頓（Cissy Houston）合作，母女兩人重新詮釋了音樂劇《Chess》主題曲〈I Know Him So Well〉，〈I Know Him So Well〉的歌齡只有三年，它的原主唱是伊蓮·佩姬和芭芭拉·迪克森（Barbara Dickson）。綜觀而言，《惠妮》的曲風依舊是跟隨主流市場的需求而衍生，它迎合了時下情歌主流音樂（以白人聽眾居多），這張專輯仍是由唱片公司居主導地位。

### 樂評評價
《惠妮》中的音樂作品幾乎和上一張專輯《惠妮·休斯頓》如出一轍，差別只在這張專輯更加強了編曲合聲，讓歌曲的旋律更加優美好聽，大大提高了流行度，因此許多樂評就直接點明這是一張市場導向的商業專輯。曾大肆吹捧《惠妮·休斯頓》的滾石雜誌（Rolling Stone）這次就一反前態，該雜誌的樂評大肆抨擊這張專輯沒有靈魂。不只是滾石雜誌對惠妮·休斯頓抱以極大的期待落空，許多業內人士也認為《惠妮》浪費了歌手本身極高的天賦和潛能。
2016年告示牌雜誌遴選Greatest of All Time Billboard 200 Albums，這張專輯位居第159名。

### 商業成績
雖然《惠妮》在眾多音樂評論家的眼中並沒有超越上一張專輯《惠妮·休斯頓》，但這並不影響到它狂銷熱賣的程度。多數的歌迷們早已在期待這張專輯的問世，《惠妮》在發行之後會造成轟動也是在預期之內的事。《惠妮》於1987年6月2日發行，同月27日首週進入美國專輯榜旋即空降冠軍位置，惠妮·休斯頓成為首位空降該榜冠軍的女藝人。《惠妮》連續蟬連榜首位置長達11週的時間，它一直到1988年1月30日才離開TOP 10，它同時是1987年佔據榜首最久的冠軍專輯。《惠妮》在專輯榜內一共停留了87週，而且連續兩年都進入了告示牌年終專輯榜，1987年名列第23名，1988年晉升至第12名。
《惠妮》所推出的單曲，接連四首依序登上榜首位置，從動感十足熱力四射的〈I Wanna Dance With Somebody (Who Loves Me)〉2週冠軍、激情高亢的〈Didn't We Almost Have It All〉2週冠軍、節奏分明鏗鏘有力的〈So Emotional〉1週冠軍到深情款款的〈Where Do Broken Hearts Go〉2週冠軍。第五首主打歌曲〈Love Will Save The Day〉也獲得了第9名的好成績。
《惠妮》除了在美國獲得11週冠軍之外，在英國專輯榜也拿下6週冠軍，上一張《惠妮·休斯頓》可惜只拿到第2名，《惠妮》成為惠妮·休斯頓首張英國冠軍專輯，它在英國榜內一共待了102週。〈I Wanna Dance With Somebody (Who Loves Me)〉也拿下英國單曲榜兩週冠軍，成為惠妮·休斯頓第二首英國冠軍單曲。
在2012年惠妮·休斯頓驟逝之後，《惠妮》曾短暫回升告示牌專輯榜內，最高名次回到第87名。2020年10月28日，這張專輯在美國RIAA重新認證下成為10白金，成為惠妮·休斯頓在美第3張鑽石唱片。

### 葛萊美獎
1986年，惠妮·休斯頓以《惠妮·休斯頓》中的〈Saving All My Love for You〉榮獲第28屆葛萊美獎最佳流行女歌手獎（Best Pop Vocal Performance, Female）。1988年，惠妮·休斯頓以《惠妮》中的〈I Wanna Dance With Somebody (Who Loves Me)〉再度入圍該獎項，並且依舊脫穎而出，再次奪下第30屆葛萊美獎最佳流行女歌手獎。此外，專輯中翻唱自艾斯禮兄弟合唱團的歌曲〈For the Love of You〉也於同屆葛萊美獎入圍最佳節奏藍調女歌手獎（Best R&B Vocal Performance, Female）。

## 樂壇紀錄
接連兩張專輯《惠妮·休斯頓》和《惠妮》均在各項音樂排行榜上的成績告捷，銷售的數字也拉出長紅，這讓惠妮·休斯頓順利躋身至西洋流行樂壇天后級地位。
《惠妮》為惠妮·休斯頓締造多項樂壇新紀錄，除了是美國史上女藝人第一張空降冠軍專輯之外，由專輯中所推出的單曲，前四首均獲得告示牌單曲榜的榜首位置，它們依序是〈I Wanna Dance With Somebody (Who Loves Me)〉（2週冠軍）、〈Didn't We Almost Have It All〉（2週冠軍）、〈So Emotional〉（1週冠軍）和〈Where Do Broken Hearts Go〉（2週冠軍）等四首。
連同上一張專輯《惠妮·休斯頓》當中的〈Saving All My Love for You〉（1週冠軍）、〈How Will I Know〉（2週冠軍）以及〈Greatest Love of All〉（3週冠軍）在內，惠妮·休斯頓創下了連續締造7首冠軍單曲的新紀錄，超越之前則由披頭四連續6首冠軍歌曲紀錄。截至2016年，惠妮·休斯頓連奪七冠的紀錄尚未被超越。
惠妮·休斯頓成為美國史上首位能在一張專輯締造四首冠軍單曲的女藝人，隨後陸續被寶拉·阿巴杜、珍娜·傑克森和瑪麗亞·凱莉追平此紀錄。不過此紀錄皆在2010年被凱蒂·佩芮的專輯《花漾年華》（英語：Teenage Dream）締造5首冠軍單曲的成績超越。

## 曲目
| 曲序 | 曲目                                          | 词曲                                                    | 製作人                | 时长 |
| ---- | --------------------------------------------- | ------------------------------------------------------- | --------------------- | ---- |
| 1.   | I Wanna Dance with Somebody (Who Loves Me)    | George Merrill, Shannon Rubicam                         | Narada Michael Walden | 4:51 |
| 2.   | Just the Lonely Talking Again                 | Sam Dees                                                | Narada Michael Walden | 5:32 |
| 3.   | Love Will Save the Day                        | Toni C.                                                 | Jellybean             | 5:21 |
| 4.   | Didn't We Almost Have It All                  | Michael Masser, Will Jennings                           | Michael Masser        | 5:05 |
| 5.   | So Emotional                                  | Billy Steinberg, Tom Kelly                              | Narada Michael Walden | 4:36 |
| 6.   | Where You Are                                 | LeMel Humes, James Calabrese, Dyan Humes                | Kashif                | 4:10 |
| 7.   | Love Is a Contact Sport                       | Preston Glass                                           | Narada Michael Walden | 4:19 |
| 8.   | You're Still My Man                           | Michael Masser, Gerry Goffin                            | Michael Masser        | 4:16 |
| 9.   | For the Love of You                           | O'Kelly Isley, Ronald Isley, Marvin Isley, Chris Jasper | Narada Michael Walden | 5:31 |
| 10.  | Where Do Broken Hearts Go                     | Frank Wildhorn, Chuck Jackson                           | Narada Michael Walden | 4:37 |
| 11.  | I Know Him So Well（duet with Cissy Houston） | Tim Rice, Benny Andersson, Björn Ulvaeus                | Narada Michael Walden | 4:30 |

## 資料來源
1. 1 2  .   [2015-03-15]. （原始内容存档于2015-04-02）.
2. ↑  .   [2015-03-15]. （原始内容存档于2015-04-02）.
3. ↑  台灣索尼音樂官網惠妮休斯頓資料 的存檔，存档日期2016-03-29.
4. ↑  .   [2015-03-15]. （原始内容存档于2015-01-20）.
5. ↑  .   [2016-05-30]. （原始内容存档于2017-08-26）.
6. ↑  .   [2020-12-07]. （原始内容存档于2020-09-14）.
7. ↑  .   [2015-03-15]. （原始内容存档于2015-05-05）.
8. ↑  .   [2015-03-15]. （原始内容存档于2016-07-23）.
9. ↑  .   [2015-03-15]. （原始内容存档于2015-09-16）.
10. ↑  .   [2015-03-15]. （原始内容存档于2015-07-08）.
11. ↑  .   [2015-03-15]. （原始内容存档于2015-09-19）.